# Матавкины
Матавкины — дворянский род.
Тихон Матавкин, в 1795 году вступил в гражданскую службу, 30 июля 1812 года определён в ополчение Московской военной силы в 7-й казачий пехотный полк подпоручиком и был в сражении при Бородине.
Сын его Александр 10 мая 1816 года возведён в потомственное дворянское достоинство, на которое 2 ноября 1828 года пожалован ему диплом.

## Описание герба
Щит рассечён-полупересечён. В первой, пересечённой серебром и червленью части, в перевязь влево, меч, между двумя копьями, с переменными финифтью и металлом. Во второй, лазоревой части, золотая о шести лучах звезда. Третья, серебряная часть, разделена чёрным стропилом.
Щит увенчан дворянскими шлемом и короною. Нашлемник: три серебряных страусовых пера. Намёт: справа — червлёный, с серебром, слева — лазоревый, с золотом. Герб Матавкиных внесён в Часть 11 Общего гербовника дворянских родов Всероссийской империи, стр. 73.